# ألعاب البحر الأبيض المتوسط 1959
ألعاب البحر الأبيض المتوسط 1959 هي ألعاب البحر الأبيض المتوسط الثالثة التي نظمت في بيروت في لبنان في الفترة ما بين 11 إلى 23 أكتوبر 1959. وشارك فيها 792 رياضياً مثلوا 11 دول في 16 رياضة.

## ألعاب الدورة
تضمن برنامج الدورة الألعاب التالية:
| - ألعاب القوى - المصارعة - السباحة - كرة السلة - كرة الماء - الملاكمة - رفع الأثقال - الرماية - كرة القدم | - الجمباز - التجديف - مبارزة سيف الشيش - الفروسية - كرة طائرة - ركوب الدراجات - الغطس |

## الدول المشاركة

شعار دورة ألعاب البحر الأبيض المتوسط 1959

شارك في الدورة رياضيون من 11 دولة تنافسوا في 16 رياضة، وبلغ عدد المشاركين 792 رياضي تنافسوا على 106 ميدالية ذهبية.
| الدولة                    | رجال |
| ------------------------- | ---- |
| الجمهورية العربية المتحدة | 162  |
| إيطاليا                   | 55   |
| إسبانيا                   | 83   |
| فرنسا                     | 66   |
| تركيا                     | 91   |
| اليونان                   | 69   |
| لبنان                     | 180  |
| يوغسلافيا                 | 42   |
| مالطا                     | 2    |
| تونس                      | 28   |
| المغرب                    | 14   |
| المجموع                   | 792  |

## لائحة الميداليات
سيطرت فرنسا على الألعاب وكانت الجمهورية العربية المتحدة من بين أفضل الدول التي حققت تقدما على مستوى تحقيق الميداليات بحلولها في المركز الثاني بالترتيب العام.
| الترتيب | منتخب                     | ذهبية | فضية | برونزية | المجموع |
| ------- | ------------------------- | ----- | ---- | ------- | ------- |
| 1       | فرنسا                     | 26    | 27   | 16      | 69      |
| 2       | الجمهورية العربية المتحدة | 9     | 20   | 17      | 46      |
| 3       | تركيا                     | 13    | 8    | 1       | 22      |
| 4       | إيطاليا                   | 12    | 5    | 4       | 21      |
| 5       | يوغسلافيا                 | 11    | 9    | 8       | 28      |
| 6       | اليونان                   | 8     | 9    | 13      | 30      |
| 7       | إسبانيا                   | 12    | 12   | 5       | 29      |
| 8       | لبنان                     | 3     | 10   | 17      | 20      |
| 7       | تونس                      | 3     | 2    | 1       | 6       |
| 8       | المغرب                    | 2     | 3    | 2       | 8       |
|         | المجموع                   | 106   | 106  | 104     | 316     |

## الميداليات وأمور أخرى

طوابع صممت وطبعت احتفاءً بالدورة.

## وصلات خارجية
- اللجنة الدولية لألعاب المتوسط
- النتائج الرياضية في البطولة